# Nowy Folwark (powiat szamotulski)
Nowy Folwark – kolonia pofolwarczna w Polsce położona w województwie wielkopolskim, w powiecie szamotulskim, w gminie Szamotuły.
W latach 1975–1998 miejscowość administracyjnie należała do województwa poznańskiego.